# Mi nombre
Mi nombre è il primo singolo come solista dell'artista spagnola Leire Martínez, uscito l'11 aprile del 2025 con Sony Music .

## Il brano
Nel brano l'autrice racconta, in maniera rabbiosa ed esplicita, la propria uscita dal gruppo musicale La Oreja de Van Gogh, del quale era stata la vocalist per 16 anni. Il singolo è accompagnato da un video diffuso dalla principali piattaforme digitali e diretto da Híbrido Abraxas. Si tratta di una canzone pop-rock della durata di meno di tre minuti. Con Martinez hanno collaborato i produttori e compositori Pedro Elipe e Marc Montserrat. Il singolo è stato presentato come la premessa per un album che uscirà presumibilmente nel 2026. Il brano è stato interpretato in vari modi: da alcuni come un guiño a La Oreja de Van Gogh (un occhiolino alla Oreja de Van Gogh), mentre su El Mundo si parla di un regolamento di conti tra la cantante e il suo ex-gruppo con, come sottofondo, il complesso rapporto professionale tra Leire Martinez e Amaia Montero, la precedente vocalist del gruppo.